# Eugen Meindl

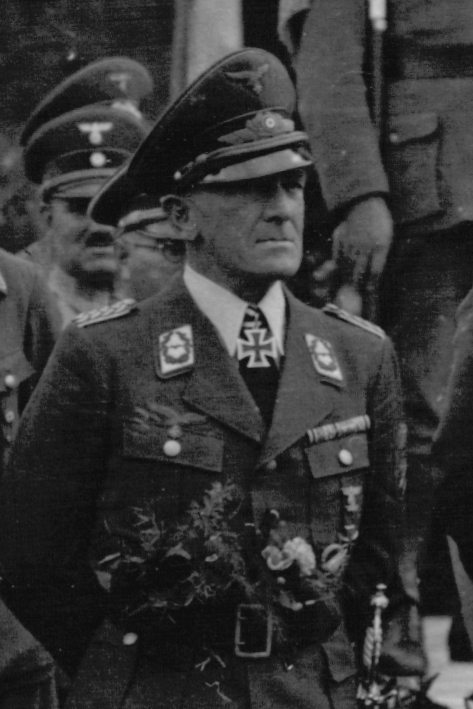
Eugen Meindl.

Eugen Albert Maximilian Meindl (16 de julio de 1892 - 24 de enero de 1951) fue un militar alemán que participó en las Primera y Segunda guerras mundiales; alcanzó el rango de Mayor General, en 1941. Participó en la batalla de Creta (Operación Mercurio), en la invasión alemana a Rusia, en la Operación Market Garden, y en la resistencia alemana a la Operación Overlord.
Transferido a la Luftwaffe, fue comandante de la División Meindl y luego de la 21ª División de Campaña de la Luftwaffe, conocida como división Adler (Águila).
Compitió en pruebas de atletismo, en los Juegos Olímpicos de 1914.[cita requerida]

## Condecoraciones y atributos militares
- Eisernes Kreuz (1914) II. Klasse - Cruz de Hierro de 2.ª Clase de 1914 (Prusia)[1]
- Eisernes Kreuz (1914) I. Klasse - Cruz de Hierro de 1.ª Clase de 1914 (Prusia)[1]
- Harp Madalyasi - Medalla de Guerra (Imperio otomano)
- Ritter II. Klasse zu dem Orden der Löwen von Zähringen – Cruz de Cabalero de 2.ª Clase de la Orden de los Leones de Zähringen (Baden)
- Ritterkreuz II. Klasse des Königlich Sächsischer Albrechtsordens – Cruz de Caballero 2.ª Clase Real Orden Sajona de Albrecht (Sachsen)
- Ehrenkreuz für Frontkämpfer 1914-1918 - Cruz de Honor para los combatientes del Frente de 1914-1918 (Alemania)
- 1939 Spange zum Eisernes Kreuz II. Klasee Klasse 1914 - Broche de 1939 para la Cruz de Hierro de 2.ª Clase de 1914 (Alemania)
- 1939 Spange zum Eisernes Kreuz I. Klasse 1914 - Broche de 1939 para la Cruz de Hierro de 1.ª Clase de 1914 (Alemania)
- Dienstauszeichnung der Wehrmacht IV.Klasse, 4 Jahre - Premio de la Wehrmacht de 4.ª Clase por 4 años de Servicios (Alemania)
- Dienstauszeichnung der Wehrmacht III. Klasse, 12 Jahre - Premio de la Wehrmacht de 3.ª Clase por 12 años de Servicios  (Alemania)
- Dienstauszeichnung der Wehrmacht II. Klasse, 18 Jahre - Premio de la Wehrmacht de 2.ª Clase por 18 años de Servicios  (Alemania)
- Dienstauszeichnung der Wehrmacht I. Klasse, 25 Jahre - Premio de la Wehrmacht de 1.ª Clase por 25 años de Servicios (Alemania)
- Deutsches Kreuz in Gold - Cruz alemana en oro (Alemania)
- Militärverdienstkreuz Österreich mit Kriegsdekoration 3. Klasse - Cruz al Mérito Militar de 3.ª Clase con Espadas y con Decoración de Guerra (Austria)
- Ärmelband Kreta – Cinta de manga “Creta” (Alemania)
- Fallschirmschützenabzeichen der Luftwaffe - Insignia de Paracaidista de la Luftwaffe (Alemania)
- Flugzeugführerabzeichen – Insignia de Piloto (Alemania)
- Medaille “Winterschlacht im Osten 1941/42“ - Medalla "Batalla de invierno en el Este 1941/42" (Alemania)
- Namentliche Nennung im Wehrmachtbericht - Mención de su nombre en el Informe de la Wehrmacht (Alemania)
- Narvikschild in Silber – Escudo en plata “Narvik” (Alemania)[cita requerida]
- Ritterkreuz des Eisernen Kreuzes - Cruz de Caballeros de la Cruz de Hierro (Alemania)
- Eichenlaub für das Ritterkreuz des Eisernen Kreuzes - Hojas de Roble para la Cruz de Caballeros de la Cruz de Hierro (Alemania)
- Schwerten für das Ritterkreuz des Eisernen Kreuzes - Espadas para la Cruz de Caballeros de la Cruz de Hierro (Alemania)